# Robert Milkins
Robert Milkins (Bedminster, 6 maart 1976) is een Engelse professionele snookerspeler. Hij werd prof in 1995. In 2022 won hij zijn eerste rankingtitel, in de finale van de Gibraltar Open won hij met 4 - 2 van Kyren Wilson. Zijn tweede rankingtitel haalde hij op het Welsh Open 2023. Hij versloeg onder meer Mark Selby, Hossein Vafaei en Mark Allen. In de finale won Milkins met 9 - 7 van Shaun Murphy.

Verder bereikte hij de halve finales van de Irish Masters (2005), waar hij verloor van Matthew Stevens, en van de Haikou World Open in China (2012). Daar versloeg hij wereldkampioen John Higgins in de kwartfinale, maar verloor dan van Stephen Lee. Ook haalde hij halve finales op het International Championship 2014 en de Welsh Open 2017. In 2009 won hij het derde toernooi in de Pro Challenge Series, die niet meetelde voor de wereldranglijst.
Milkins heeft driemaal een maximumbreak van 147 gemaakt, twee daarvan tijdens de kwalificatierondes voor het wereldkampioenschap snooker: in 2006 en 2012. Hij was de eerste speler die een maximumbreak heeft gemaakt tijdens de kwalificaties voor het WK. Tevens maakte hij een 147 op het WK van 2005.

## Belangrijkste resultaten

### Rankingtitels
| #  | Seizoen   | Toernooi       | Verliezend finalist | Verliezend finalist | Score |
| -- | --------- | -------------- | ------------------- | ------------------- | ----- |
| 1. | 2021/2022 | Gibraltar Open | Kyren Wilson        | ENG                 | 4-2   |
| 2. | 2022/2023 | Welsh Open     | Shaun Murphy        | ENG                 | 9-7   |

### Niet-rankingtitels
| #  | Seizoen   | Toernooi                       | Verliezend finalist | Verliezend finalist | Score |
| -- | --------- | ------------------------------ | ------------------- | ------------------- | ----- |
| 1. | 2009/2010 | Pro Challenge Series - Event 3 | Joe Jogia           | ENG                 | 5-3   |

### Wereldkampioenschap
Hoofdtoernooi (laatste 32 of beter):
| #   | Seizoen   | Editie  | Prestatie  | Extra                                  |
| --- | --------- | ------- | ---------- | -------------------------------------- |
| 1.  | 2001/2002 | WK 2002 | Laatste 16 | Verloor met 13-2 van Ronnie O'Sullivan |
| 2.  | 2002/2003 | WK 2003 | Laatste 32 | Verloor met 10-4 van Graeme Dott       |
| 3.  | 2003/2004 | WK 2004 | Laatste 32 | Verloor met 10-7 van Joe Perry         |
| 4.  | 2004/2005 | WK 2005 | Laatste 32 | Verloor met 10-1 van Mark Williams     |
| 5.  | 2012/2013 | WK 2013 | Laatste 16 | Verloor met 13-11 van Ricky Walden     |
| 6.  | 2014/2015 | WK 2015 | Laatste 32 | Verloor met 10-5 van John Higgins      |
| 7.  | 2015/2016 | WK 2016 | Laatste 32 | Verloor met 10-6 van Mark Selby        |
| 8.  | 2017/2018 | WK 2018 | Laatste 16 | Verloor met 13-7 van Mark Williams     |
| 9.  | 2022/2023 | WK 2023 | Laatste 16 | Verloor met 13-7 van Si Jiahui         |
| 10. | 2023/2024 | WK 2024 | Laatste 16 | Verloor met 13-4 van David Gilbert     |